# Glottiphyllum linguiforme
Glottiphyllum linguiforme är en isörtsväxtart som beskrevs av Nicholas Edward Brown. Glottiphyllum linguiforme ingår i släktet Glottiphyllum och familjen isörtsväxter. Inga underarter finns listade i Catalogue of Life.